# Trioliet
Trioliet is een Nederlands familiebedrijf dat landbouwmachines ontwikkelt voor de veehouderij. Het bedrijf is gevestigd in Oldenzaal.

## Geschiedenis
In 1950 richtten drie broers in Purmerend het bedrijf op. De naam is een samenstelling van trio (drietal) en hun achternaam, Liet. In 1958 werd het Losserse bedrijf Mullos overgenomen. Het bedrijf kreeg een nieuwe handelsnaam: Trioliet Mullos en verhuisde naar Losser.
In 1993 nam Netagco het Trioliet Mullos over van Greenland. Het bedrijf verhuisde in 1997 van Losser naar Oldenzaal.
Trioliet nam in 2020 het Poolse bedrijf Ursus over dat de voorgaande 25 jaar als toeleveringsbedrijf voor Trioliet had gefungeerd. Het in Opalnica gevestigde bedrijf ging verder onder de naam Trioliet Polska.